# Mártonffy Márton
Krasznarécsei Mártonffy Márton, olykor Mártonfy formában is (Szilágyrécse, 1848. március 11. – Budapest, 1917. május 12.) magyar királyi tanfelügyelő, főreáliskolai tanár, országgyűlési képviselő, udvari tanácsos, lapszerkesztő, a Lipót Rend lovagja.

## Családja
Az erdélyi örmény nemesi Mártonfi család (eredeti név: Márdirosz) leszármazottja.    A család 1762-ben kap nemesi címet.
Mártonffy Kajetán (1817-1897) és Pattantyús-Ábrahám Anna (1824-1904). Apja Szilágyrécsen haszonbérlő volt. Felesége Klupathy Mária (1857-1917) volt.

## Élete
A kolozsvári római katolikus főgimnáziumban tanult 1864-ig; ekkor a Szatmár megyei papnövendékek közé lépett; időközben verseket és beszélyeket is írt. Teológus korában tagja volt az irodalmi körnek, melynek előbb titkára, majd elnöke lett. Már ekkor kezdett pedagógiai tanulmányokkal foglalkozni és munkatársa volt a Zafféry Károly által megindított Népiskola c. lapnak. A teológiát elvégezvén, kilépett az egyházi rendből és Bíró László püspök segélyezése mellett Pesten egy évig bölcseletet és irodalmat hallgatott az egyetemen, majd a Szőnyi-féle intézetben nyert nevelői állást. Megromlott egészsége miatt a tanári pályától meg akart válni; ezért Arad vármegyében nevelői állást fogadott el, ahol egy év alatt magánúton a jogtudományokat elvégezte. 1870-ben az aradi törvényszéknél joggyakornok lett és beosztatott a szegedi királyi bírósághoz. Aradon munkatársa volt az Alföldnek és Szegeden a Szegedi Hiradónak, ő közölte ez időben a szegedi bűnpereket a Honban és a Reformban. Vágya ismét a tanári pályára vonzotta és 1872-ben a kassai főreáliskolánál helyettes tanár lett. Ekkor állította fel Kassa városa polgári iskoláját, ahova 1873-ban tanárnak választották és 1876-ban a polgári fiú- és leányiskola igazgatója lett. Tagja és jegyzője volt a városi iskolaszéknek, tagja a városi törvényhatósági bizottságnak, a felsőmagyarországi múzeumegylet könyvtárának őre. 1890. áprilisban Temes vármegyei tanfelügyelővé neveztetett ki. Tanfelügyelői munkásságának maradandó emléke a temesvári állami tanítóképző intézet, mely az ő közbenjárására valósult meg. 1896. május 30-án a vallás- és közoktatásügyi miniszter országos iparoktatási főigazgatóvá nevezte ki és szolgálattételre a minisztériumba hívta be; 1894-ben királyi tanácsos lett és 1898. május 24-én megkapta az osztálytanácsosi címet. 
Cikke a Sárosmegyei Közlönyben (1890. 5. sz. Dessewffy Sándor Csanád új püspöke); az Iparügyekben (1895. A tanoncziskolák állapotáról); írt még elbeszéléseket és paedagog. czikkeket az Arad és Vidékében (1887), a szatmári Szamosba, a zilahi Szilágyba, az Abauj-Kassai Közlönybe, az Irányi M. Ujságába, a Honba, Egyetértésbe és Függetlenségbe.

## Munkái
- Magyar alkotmánytan és abban foglalt polgári jogok és kötelességekről. Tanítóképző-intézetek, poltári, felső nép- és kereskedelmi iskolák számára és magánhasználatra. Kassa, 1874. (Ism. Abauj-Kassai Közlöny 38., 39. sz. 2. telj. átdolg. és bőv. kiadás. Bpest, 1878.)
- Magyar nyelvtan. A gymnasiumok, reál-, polgári- és felső népiskolák 1. és 2. oszt. számára. Kassa, 1877.
- Magyar nyelvtan. Olvasmányokkal és ismétlő kérdésekkel. Az elemi népiskolák felsőbb osztályai, ismétlő- és ipariskolák számára. Uo. 1879. (Változatlan lenyomat. Bpest, 1891.)
- Magyar nyelvtan. Olvasmányokkal és ismétlő kérdésekkel. Az elemi népiskolák III. és IV. oszt. számára. Kassa, 1880.
- Ügy- és okiratok. Az elemi népiskolák felső osztályai, ismétlő és ipariskolák számára. Uo. 1880.
- Földrajz. I. rész. A népiskolák IV. osztálya számára. Budapest, 1891. (Pechány Adolffal együtt. I. r. 2. kiadás 1894., 3. k. 1896., 4. k. 1897. és 1898., II. r. 2. kiadás 1893., 3. k. 1897. Uo.).
- Magyar nyelvtan. Olvasmányokkal, gyakorlatokkal és ismétlő kérdésekkel az elemi népiskolák II. és III. osztálya számára. Uo. 1891. Két rész (I. 4. kiadás. Uo. 1900.)
- Magyar abc és olvasókönyv összekötve a magyar nyelvgyakorlatokkal, a német ajkú elemi népiskolák számára. I. évf. Uo. 1893., II. évf. és III. évf. Magyar nyelvgyakorló és olvasókönyv a német ajkú elemi népiskolák III. és IV. oszt. számára. Uo. 1893. (Gokler Antallal együtt, I. 2. kiadás 1897., II. 2. kiadás 1897., III. 1893. Ism. Néptanítók Lapja 12. sz.). IV. évf. az 5. és 6. oszt. számára. Uo. 1895.
- Magyar ABC és olvasókönyv alsófokú iparostanoncz-iskolák előkészítő osztályának használatára. Ugyanott, 1894. (Trajtler Károlylyal együtt. II. 2. jav. kiadás. Uo. 1894.)
- Magyar olvasókönyv az alsófoku iparostanoncz-iskola I., II. és III. oszt. számára. Uo. 1894. (Trajtler Károlylyal együtt.)
- Magyar nyelvtan mondattani alapon. Középiskolák, polgári iskolák és felsőbb leányiskolák I. és II. osztálya számára. Teljesen átdolgozta és gyakorlatokkal bővített Weszely Ödön. Uo. 1896. (2. kiadás 1896., 3. k. 1900. Uo.)
- Hasznos olvasmányok az iparosok olvasótáborából. Írták többen. Uo. 1897.
- Jelentése a vallás- és közoktatásügyi tárcza főhatósága alatt álló iparoktatási intézetek 1895-96. és 1896-97. tanévi állapotáról. Ugyanott, 1897-98. Két kötet.

Szerkesztette a kassai Haladást 1873-tól 1874. dec. 30-ig, a Sárosmegyei Közlönyt 1882-től 1884. szept. 24-ig Eperjesen; az Abaúj-Kassai Közlönyt 1884. okt. 2-tól 1887. jún. 30.; a Kassa Eperjesért c. Emléklapot 1887-ben és szerkesztette az Iparosok Olvasótárát 1895 óta (Szterényi József) Budapesten. (az I. évf. maga szerkesztette).